# Инсуа, Федерико
Федери́ко Инсу́а (исп. Federico Insúa; 3 января 1980, Буэнос-Айрес) — аргентинский футболист, игравший на позиции полузащитника. Выступал за сборную Аргентины.

## Биография
Федерико Инсуа начал профессиональную карьеру в «Архентинос Хуниорс» в 1997 году. В 2002 году, после пяти сезонов с «Архентинос», перешёл в «Индепеньенте» и сразу стал чемпионом Аргентины (Апертура), добыв с клубом из Авельянеды уже 14 титул в истории. После сезона, проведённого в составе «Красных Дьяволов», выступал за испанскую «Малагу», однако этот клуб играл неудачно и Инсуа вернулся в Аргентину.
В 2005 году перешёл в «Боку Хуниорс» и к игроку пришли уже титулы на международной арене — Рекопа и Южноамериканский кубок. Но и в «Боке» Инсуа не задержался больше одного сезона, отправившись в гладбахскую «Боруссию». Хотя и в этом клубе Инсуа был игроком основы, не очень успешное выступление европейской команды вынудило Федерико покинуть Германию спустя один сезон.
В 2007—2009 гг. Инсуа выступал в Мексике, а 15 мая 2009 года было объявлено о продаже «Америкой», которой принадлежали права на игрока, в «Боку Хуниорс».
В декабре 2014 года подписал контракт с колумбийским клубом «Мильонариос».
С 2003 по 2010 год Федерико Инсуа выступал за сборную Аргентины. Входил в число кандидатов на поездку на чемпионат мира 2010 года в Южной Африке.

## Достижения
Индепендьенте
- Чемпион Аргентины: 2002 (Апертура)

Бока Хуниорс
- Чемпион Аргентины (2): 2005 (А), 2006 (Клаусура)
- Южноамериканский кубок: 2005
- Рекопа Южной Америки: 2005